# Pseudameira
Pseudameira är ett släkte av kräftdjur som beskrevs av Georg Ossian Sars 1911. Pseudameira ingår i familjen Ameiridae.
Kladogram enligt Catalogue of Life och Dyntaxa:
| Pseudameira | \| \| Pseudameira birulai \| \| \| \| \| \| Pseudameira brevifurca \| \| \| \| \| \| Pseudameira breviseta \| \| \| \| \| \| Pseudameira crassicornis \| \| \| \| \| \| Pseudameira furcata \| \| \| \| \| \| Pseudameira gracilis \| \| \| \| \| \| Pseudameira limicola \| \| \| \| \| \| Pseudameira minutissima \| \| \| \| \| \| Pseudameira mixta \| \| \| \| \| \| Pseudameira perplexa \| \| \| \| \| \| Pseudameira reducta \| \| \| \| \| \| Pseudameira reflexa \| \| \| \| |
|             | \| \| Pseudameira birulai \| \| \| \| \| \| Pseudameira brevifurca \| \| \| \| \| \| Pseudameira breviseta \| \| \| \| \| \| Pseudameira crassicornis \| \| \| \| \| \| Pseudameira furcata \| \| \| \| \| \| Pseudameira gracilis \| \| \| \| \| \| Pseudameira limicola \| \| \| \| \| \| Pseudameira minutissima \| \| \| \| \| \| Pseudameira mixta \| \| \| \| \| \| Pseudameira perplexa \| \| \| \| \| \| Pseudameira reducta \| \| \| \| \| \| Pseudameira reflexa \| \| \| \| |
|             | Pseudameira birulai |
|             | |
|             | Pseudameira brevifurca |
|             | |
|             | Pseudameira breviseta |
|             | |
|             | Pseudameira crassicornis |
|             | |
|             | Pseudameira furcata |
|             | |
|             | Pseudameira gracilis |
|             | |
|             | Pseudameira limicola |
|             | |
|             | Pseudameira minutissima |
|             | |
|             | Pseudameira mixta |
|             | |
|             | Pseudameira perplexa |
|             | |
|             | Pseudameira reducta |
|             | |
|             | Pseudameira reflexa |
|             | |